# Fotbal Club Viitorul Constanța

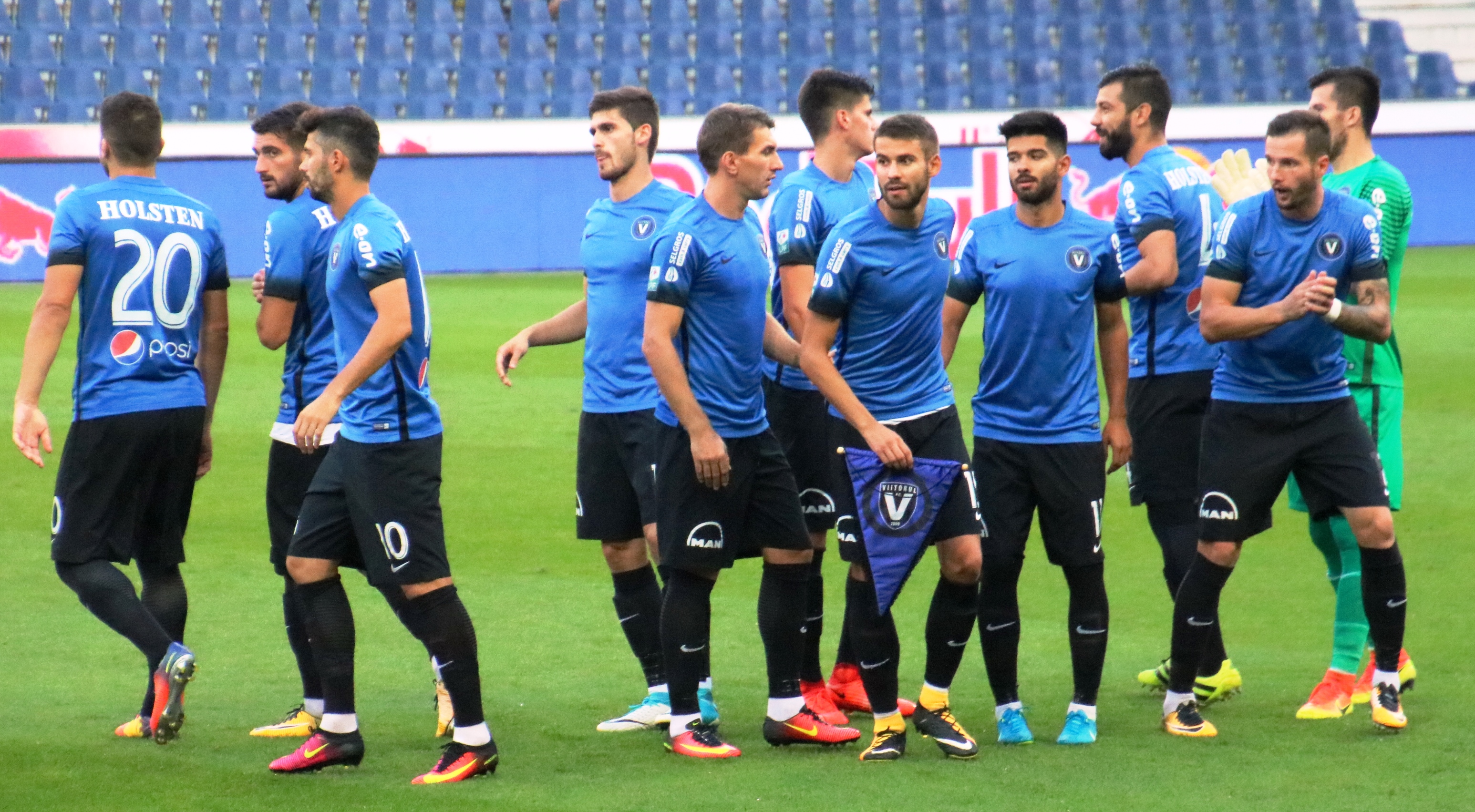
Calciatori del Viitorul impegnati contro il il 24 agosto 2017

Il Fotbal Club Viitorul Constanța, noto come Viitorul Constanța, è stata una società calcistica rumena con sede nella città di Ovidiu, nel distretto di Costanza.
Fondata nel 2009 da Gheorghe Hagi, ex nazionale rumeno, ha vinto il suo primo titolo nazionale nel 2016-2017, diventando la prima squadra del distretto di Costanza a conquistare il trofeo.
Disputa le partite interne nello stadio Viitorul (4 554 posti), situato poco a nord della città di Costanza. I colori societari sono il blu e il nero.
Nel giugno 2021, il proprietario Gheorghe Hagi, il presidente Gheorghe Popescu e il proprietario del Farul Costanza Ciprian Marica hanno annunciato in una conferenza stampa che i loro due club si sono fusi; così il Farul Costanza prenderà il posto del Viitorul nella stagione 2021-2022 di Liga I.

## Storia

### Fondazione e primi anni (2009-2012)
Il Viitorul Constanța come squadra professionistica viene fondato nel 2009, mentre già dal 2008 esisteva l'Academia Hagi, fondata dall'ex nazionale rumeno Gheorghe Hagi e attiva nei settori giovanili al fine di formare e a livello professionistico i giocatori dell'Academia e far nascere nuovi talenti (Viitorul in rumeno vuol dire, appunto, "futuro").
Nella stagione 2009-2010 il Viitorul partecipa alla Liga III dopo aver preso il posto del CS Ovidiu e, nonostante fosse la prima stagione professionistica, la squadra conquista subito la promozione in Liga II vincendo la Serie II con una giornata di anticipo, dopo un testa a testa con l'ACS Berceni, con 89 punti accumulati in 34 partite.
Dopo un anno di ambientamento in Liga II, concluso all’ottavo posto con 41 punti, nella stagione 2011-2012 il Viitorul conquista la promozione in Liga I vincendo la Serie I della Liga II, totalizzando 61 punti in 30 partite.

### Primi anni nella massima serie (2012-2015)
Nel 2012-2013 esordisce dunque in massima divisione e ottiene la salvezza grazie al 13º posto finale, frutto di 8 vittorie e 12 pareggi in 33 partite. Durante la stagione consegue due importanti vittorie contro Steaua Bucarest (5-2) e Dinamo Bucarest (3-2), entrambe in trasferta.
Nei due anni successivi ottiene rispettivamente 40 e 43 punti, che permettono alla formazione di classificarsi dodicesima nel 2013-2014 e undicesima nel 2014-2015, ottenendo così altre due importanti salvezze. Nel frattempo, Gheorghe Hagi nel 2014 diventa l’allenatore della squadra.

### I primi successi (2015-2019)
Nel 2015-2016, stagione in cui viene introdotto il nuovo sistema del campionato, il Viitorul si classifica, nella stagione regolare, al quarto posto con 46 punti, a 5 lunghezze dalla vetta, e con il miglior attacco del campionato (49 gol realizzati in 26 partite); tuttavia nella poule scudetto ottiene una sola vittoria (per 6-1 sul Târgu Mureș) e tre pareggi, terminando così la stagione al quinto posto. In Coppa di Romania si ferma ai quarti di finale, eguagliando la prestazione di due anni prima.
Nel 2016-2017 partecipa dunque per la prima volta alla Europa League, dove è eliminata dal Gent al terzo turno preliminare con un risultato complessivo di 5-0. Nella stessa stagione conquista il suo primo titolo nazionale: vince la stagione regolare con 51 punti e nella poule scudetto arriva a pari punti (44) con la Steaua Bucarest, ma ha la meglio grazie agli scontri diretti nella poule scudetto (3-1 in casa e 1-1 in trasferta).
È stata di rilevante importanza per la conquista della vetta, durante la stagione regolare, una serie di 7 vittorie consecutive, iniziata alla 17ª giornata con la vittoria per 2-0 in trasferta sul Târgu Mureș e conclusa 6 giornate dopo con un 3-0 contro il Pandurii Târgu Jiu. Sono state invece decisive per la conquista del titolo le ultime 3 vittorie, in casa per 3-2 contro l’Astra Giurgiu, 1-0 sull’Universitatea Craiova in una partita giocata a Pitești e l’ultima casalinga, il 13 maggio 2017, vinta per 1-0 ai danni del CFR Cluj grazie ad un rigore trasformato da Gabriel Iancu al minuto 65’.
Nel 2017-2018 partecipa per la prima volta alla Champions League, ma si ferma al terzo turno preliminare, pur battendo per 1-0 l’Apoel Nicosia nella gara di andata. È eliminata anche nel play-off per l'accesso alla fase a gironi di Europa League. In campionato, dopo un inizio difficile e negativo, lentamente si rialza, riuscendo a battere le prime due in classifica (il CFR Cluj e la Steaua Bucarest), entrambe per 1-0, grazie ai gol di pregevole fattura messi a segno da Eric de Oliveira, e centrando ancora una volta la qualificazione nella poule scudetto con 44 punti conquistati. Qui ottiene 13 punti ed il quarto posto finale.
Nel 2018-2019 il Viitorul riesce per la prima volta a superare un turno di una competizione europea, grazie ad un complessivo 2-0 inflitto al Racing Luxembourg. In campionato, dopo una stagione di alti e bassi, centra la qualificazione alla poule scudetto all'ultima giornata della stagione regolare, grazie al risultato di 1-0 sui diretti rivali del Botoșani ed ai 38 punti ottenuti durante le 26 giornate. Nella poule scudetto ottiene 20 punti (record personale per la squadra di Hagi), che permettono al club di posizionarsi al terzo posto.
Il vero successo della stagione è la Coppa di Romania: il Viitorul, infatti, dopo un cammino iniziato dai sedicesimi di finale contro il Concordia Chiajna (partita vinta per 3-0), raggiunge la finale contro l'Astra Giurgiu. Qui, dopo essere passati sotto nel punteggio, i giocatori allenati da Hagi ribaltano il risultato grazie ai gol di Virgil Ghiță e di Eric de Oliveira (quest'ultimo nei supplementari), conquistando così la prima coppa nazionale della storia del club. Le altre avversarie in Coppa sono state: il Poli Iași, battuto ai rigori dopo un 2-2 nei tempi regolamentari, l'Hermannstadt, superato per 3-2, ed il Craiova, eliminato con un complessivo 4-1 fra andata e ritorno. Alla fine di tale stagione Gheorghe Popescu viene presentato come il nuovo presidente della società.
Il Viitorul inizia la stagione 2019-2020 con un nuovo trofeo: il 6 luglio 2019 vince, infatti, la Supercoppa di Romania (alla seconda partecipazione) battendo per 1-0, grazie ad una rete di Andrei Artean, il CFR Cluj. In tal modo il club, in soli 10 anni di attività, conquista tutti e 3 i trofei nazionali della Romania, ottenendo così un risultato unico nella storia del calcio locale.

## Stadio
Il Viitorul ha giocato le partite casalinghe nelle leghe inferiori, fra il 2009 ed il 2012, nello stadio comunale della cittadina di Ovidiu, dalla capacità di circa 1 500 posti. Le prime tre partite in casa in prima divisione, nel 2012-2013, sono state disputate nello stadio Oțelul (13500 posti) a Galați; successivamente la squadra di Costanza ha continuato la stagione nello stadio Farul, impianto di 15 520 posti in cui gioca il Farul Constanța. Nelle due successive stagioni la squadra si è trasferita, per gli incontri casalinghi, a Chiajna, nello stadio Concordia, da 5 123 posti. Nel 2015-2016 il Viitorul è tornato ad Ovidiu e da allora gioca nello stadio centrale dell'Accademia di Gheorghe Hagi, detto anche stadio Viitorul.

## Palmarès

### Competizioni nazionali
- Campionato rumeno: 1

2016-2017
- Coppa di Romania: 1

2018-2019
- Supercoppa di Romania: 1

2019
- Liga III: 1

2009-2010
- Liga II: 1

2011-2012 (Seria 1)

### Altri piazzamenti
- Campionato rumeno:

Terzo posto: 2018-2019
- Supercoppa di Romania:

Finalista: 2017

## Statistiche

### Statistiche nelle competizioni UEFA
Tabella aggiornata alla fine della stagione 2019-2020.
| Competizione                  | Partecipazioni | G  | V | N | P | RF | RS |
| ----------------------------- | -------------- | -- | - | - | - | -- | -- |
| UEFA Champions League         | 1              | 2  | 1 | 0 | 1 | 1  | 4  |
| Coppa UEFA/UEFA Europa League | 4              | 10 | 2 | 3 | 5 | 11 | 24 |

## Organico

### Rosa 2020-2021
Aggiornata all'8 gennaio 2021.
| N. |                        | Ruolo | Calciatore               |
| -- | ---------------------- | ----- | ------------------------ |
| 2  | Romania (bandiera)     | D     | Radu Boboc               |
| 4  | Francia (bandiera)     | D     | Damien Dussaut           |
| 5  | Romania (bandiera)     | D     | Sebastian Mladen         |
| 6  | Paesi Bassi (bandiera) | D     | Bradley de Nooijer       |
| 7  | Romania (bandiera)     | A     | George Ganea             |
| 8  | Romania (bandiera)     | C     | Carlo Casap              |
| 10 | Romania (bandiera)     | A     | Gabriel Iancu (capitano) |
| 11 | Spagna (bandiera)      | A     | Victor Fernández         |
| 12 | Romania (bandiera)     | P     | Valentin Cojocaru        |
| 13 | Romania (bandiera)     | C     | Cosmin Matei             |
| 14 | Romania (bandiera)     | C     | Roberto Mălăele          |
| 15 | Romania (bandiera)     | D     | Alexandru Georgescu      |
| 17 | Romania (bandiera)     | C     | Andrei Ciobanu           |
| 18 | Romania (bandiera)     | C     | Andrei Artean            |

| N. |                        | Ruolo | Calciatore          |
| -- | ---------------------- | ----- | ------------------- |
| 19 | Romania (bandiera)     | D     | Romario Benzar      |
| 20 | Romania (bandiera)     | C     | Alexandru Mățan     |
| 21 | Romania (bandiera)     | D     | Alin Dobrosavlevici |
| 23 | Romania (bandiera)     | D     | Virgil Ghiță        |
| 25 | Romania (bandiera)     | A     | Aurelian Chițu      |
| 27 | Capo Verde (bandiera)  | C     | Ely Fernandes       |
| 28 | Spagna (bandiera)      | C     | Jon Gaztañaga       |
| 30 | Romania (bandiera)     | C     | Nicolas Popescu     |
| 34 | Romania (bandiera)     | P     | Cătălin Căbuz       |
| 42 | Paesi Bassi (bandiera) | A     | Kevin Luckassen     |
| 66 | Spagna (bandiera)      | C     | Josemi Castañeda    |
| 80 | Romania (bandiera)     | A     | Alexi Pitu          |
| 99 | Romania (bandiera)     | C     | Ștefan Bodișteanu   |
|    | Romania (bandiera)     | C     | Florian Haită       |

## Rose delle stagioni precedenti

### Rosa 2019-2020
| N. |                        | Ruolo | Calciatore               |
| -- | ---------------------- | ----- | ------------------------ |
| 1  | Romania (bandiera)     | P     | Árpád Tordai             |
| 2  | Romania (bandiera)     | D     | Radu Boboc               |
| 3  | Romania (bandiera)     | D     | Tiberiu Căpușă           |
| 4  | Francia (bandiera)     | D     | Damien Dussaut           |
| 5  | Romania (bandiera)     | D     | Sebastian Mladen         |
| 6  | Paesi Bassi (bandiera) | D     | Bradley de Nooijer       |
| 7  | Brasile (bandiera)     | A     | Rivaldinho               |
| 8  | Romania (bandiera)     | C     | Carlo Casap              |
| 10 | Romania (bandiera)     | A     | Gabriel Iancu (capitano) |
| 11 | Romania (bandiera)     | A     | George Ganea             |
| 13 | Romania (bandiera)     | C     | Cosmin Matei             |
| 14 | Romania (bandiera)     | C     | Roberto Mălăele          |
| 16 | Romania (bandiera)     | D     | Daniel Bîrzu             |
| 17 | Romania (bandiera)     | C     | Andrei Ciobanu           |
| 18 | Romania (bandiera)     | C     | Andrei Artean            |
| 19 | Romania (bandiera)     | C     | Cosmin Bîrnoi            |

| N. |                    | Ruolo | Calciatore         |
| -- | ------------------ | ----- | ------------------ |
| 20 | Francia (bandiera) | C     | Malcom Edjouma     |
| 21 | Romania (bandiera) | D     | Paul Iacob         |
| 22 | Romania (bandiera) | D     | Cristian Ganea     |
| 23 | Romania (bandiera) | D     | Virgil Ghiță       |
| 25 | Romania (bandiera) | A     | Aurelian Chițu     |
| 27 | Romania (bandiera) | C     | Marco Dulca        |
| 31 | Romania (bandiera) | P     | Alexandru Buzbuchi |
| 43 | Romania (bandiera) | P     | Cătălin Căbuz      |
| 77 | Romania (bandiera) | C     | Vlad Achim         |
| 80 | Romania (bandiera) | A     | Alexi Pitu         |
| 90 | Romania (bandiera) | C     | Doru Dumitrescu    |
| 93 | Romania (bandiera) | D     | Gabriel Buta       |
| 96 | Romania (bandiera) | C     | Nicolas Popescu    |
| 97 | Romania (bandiera) | D     | Darius Grosu       |
| 98 | Romania (bandiera) | A     | Louis Munteanu     |